# リヴァモンテ・アゴルディーノ
リヴァモンテ・アゴルディーノ（伊: Rivamonte Agordino）は、イタリア共和国ヴェネト州ベッルーノ県にある、人口約600人の基礎自治体（コムーネ）。

## 地理

### 位置・広がり

#### 隣接コムーネ
隣接するコムーネは以下の通り。
- アーゴルド
- ゴザルド
- ラ・ヴァッレ・アゴルディーナ
- セーディコ
- ソスピローロ
- ヴォルターゴ・アゴルディーノ

### 気候分類・地震分類
気候分類では、zona F, 4121 GGに分類される。
また、イタリアの地震リスク階級 (it) では、zona 2 (sismicità media) に分類される。

## 行政

### 分離集落
リヴァモンテ・アゴルディーノには、以下の分離集落（フラツィオーネ）がある。
- Angoletta-Valchesina, Canop, Casera, Foca, Gona di Conedera, Lonie, Mali, Miniere, Miotte, Montas, Mottes, Paluch, Pedandola, Ponte Alto, Rosson (sede comunale), Roste, Santel, Saret, Schena, Secele, Sech di Conedera, Spia, Tagliata San Martino, Teli, Tos, Villagrande, Zenich, Zep